# Podopinae
Podopinae, también conocidos como chinches tortuga, son una subfamilia de insectos hemípteros de la familia Pentatomidae.

## Géneros
- Allopodops Harris and Johnston, 1936
- Amaurochrous Stål, 1872
- Neapodops Slater and Baranowski, 1970
- Notopodops Barber and Sailer, 1953
- Oncozygia Stål, 1872
- Weda Schouteden, 1905

## Distribución y hábitat
Según Rider et al., Podopinae incluye 269 especies divididas en 68 géneros. Ocupan todas las regiones del mundo con la excepción de Nueva Zelanda y Antártida. Su distribución no es homogénea, la mayor diversidad de especies está en la región afrotropical y Paleártica siendo Neolprosoma argentinensis la única especie presente en la región Neotropical.
La tribu Deroploini, que reúne 20 especies, es endémica de Australia

## Clasificación
La subfamilia Podopinae fue descripta por primera vez en 1843, bajo el nombre de Podopides, por Jean-Baptiste Amyot y Jean Guillaume Audinet-Serpse entonces agrupaba solo 3 especies. En 1876, Carl Stål reconoce a Podopinae como una consolidación de varios Géneros, y Lethierry y Severin les dan el estado de subfamilia en 1893.